# Paul-Pierre Philippe
Paul-Pierre Philippe, (ur. 16 kwietnia 1905 w Paryżu, zm. 9 kwietnia 1984 w Rzymie), francuski duchowny katolicki, dominikanin, kardynał, emerytowany prefekt Kongregacji dla Kościołów Wschodnich.

## Życiorys
W 1926 roku wstąpił do zakonu dominikanów i po ukończeniu studiów w uczelni zakonnej 6 lipca 1932 roku przyjął święcenia kapłańskie. Po ukończeniu dalszych studiów w 1935 roku udał się do Polski, by zostać wykładowcą Studium Dominikańskiego we Lwowie, następnie, w latach 1936 - 1939, a później 1945 - 1950 był wykładowcą Papieskiego Uniwersytetu św. Tomasza Angelicum w Rzymie. W okresie II wojny światowej, w latach 1939 - 1942, był oficerem armii francuskiej, a po jej opuszczeniu, do zakończenia wojny, wykładowcą w Instytucie Le Saulchoir. W 1950 roku założył Instytut Duchowości dla rektorów seminariów i kierowników duchowych w nowicjatach. W okresie 1953 - 1957 pełnił funkcję wizytatora apostolskiego przy różnych instytucjach religijnych. W latach 1954–1959 był komisarzem Świętego Oficjum. Na tym stanowisku, wykonując 17 sierpnia 1959 roku polecenie Jana XXIII, za zgodą prefekta kongregacji kard. Alfredo Ottavianiego, złamał pieczęcie na kopertach zawierających tekst tzw. trzeciej tajemnicy fatimskiej - fakt ten został odnotowany w dokumencie Kongregacji Nauki Wiary z 2000 roku, ujawniającym treść tej tajemnicy. W grudniu 1959 roku został sekretarzem Kongregacji Obrzędów.
28 sierpnia 1962 roku Jan XXIII mianował go arcybiskupem tytularnym Erocleopoli Maggiore. 29 czerwca 1967 roku został sekretarzem Kongregacji Nauki Wiary.
5 marca 1973 roku Paweł VI mianował go kardynałem z tytułem diakona San Pio V a Villa Carpegna, a kilka dni później postawił na czele Kongregacji ds. Kościołów Wschodnich. Ze stanowiska prefekta zrezygnował 27 czerwca 1980 roku.
Został pochowany na rzymskim cmentarzu Campo Verano.

## Źródło
- Wielka Encyklopedia Jana Pawła II, Edipresse Warszawa 2005, ISBN 83-60160-09-0